# Turma do Lambe-Lambe
A Turma do Lambe-Lambe é um grupo de personagens infantis criados pelo cartunista brasileiro Daniel Azulay.
Os personagens consistiam em um grupo de animais falantes com crianças humanas circenses. A turma foi originalmente criada em 1975, mas no ano seguinte estrearam na televisão pela TV Educativa (atual TV Brasil) em um programa infantil próprio, a princípio apenas para o Rio de Janeiro, mas depois alcançado rede nacional pela Rede Bandeirantes ficando no ar até 1986. O programa rendeu tanto sucesso que em seu período de transmissão derivou tirinhas de jornal, revistas de histórias em quadrinhos e também um LP.

## Enredo
Os quadrinhos se passam na região da Floresta Amazônica tendo como foco principal a cidade de Lambelândia onde moram as crianças Pita, Piparote, Ritinha e Damiana, a vaca Gilda e seu namorado Bufunfa, além de residir o Circo Lambe-Lambe do qual o palhaço Tristinho trabalha. Perto da cidade fica a floresta conhecida como Mata-Cipó onde residem tribos indígenas e animais como o cientista Professor Pirajá e sua empregada Xicória. As histórias normalmente giram em torno desses personagens interagindo entre si, com alguns momentos mostrando os personagens saindo em viagens aprendendo sobre mitos e culturas de outros lugares. No decorrer das edições Pirajá constrói um veículo chamado de Pirajato para poder se locomover da floresta pra cidade e Pita também constrói sua versão chamada de Pitajato. Posteriormente Daniel Azulay passa a fazer aparições ocasionais visitando Lambelândia vindo do Rio de Janeiro.

## Personagens

### Principais
- Pita - Um garoto que sonha em poder ser um grande mágico e trabalhar no Circo Lambe-Lambe. Tem como melhor amigo Piparote e costuma ser o mais arteiro da turma.
- Piparote - Melhor amigo de Pita que assim como ele sonha em trabalhar no Circo Lambe-Lambe, no seu caso como domador de leões do circo, porém tende a ser o mais medroso da turma. Tem uma paixão secreta por Ritinha, porém não consegue se declarar por ela.
- Ritinha - Namorada de Piparote. Nos quadrinhos mais antigos ela é retratada como uma garota comilona que frequentemente pensa em comida. Quase sempre está fazendo coisas com Damiana.
- Damiana - Namorada de Pita. Ela tem Ritinha como sua melhor amiga e quase sempre está fazendo coisas com ela.
- Tristinho - Um palhaço criança que trabalha no Circo Lambe-Lambe. Está sempre ocupado sendo responsável por tomar conta dos animais do circo e outros serviços e frequentemente age como o protagonista nas histórias relacionadas ao circo. Possui uma boa amizade com os demais personagens fora do circo. Seu nome deve-se ao fato dele representar um pierrot, um palhaço triste.
- Professor Pirajá - Uma coruja amarela que trabalha como doutor e mora numa casa árvore no meio da Mata-Cipó. É também cientista trabalhando criando máquinas e fazendo experimentos. Convive junto de sua empregada Xicória e possui amizade com as crianças que frequentemente o visitam através de sua invenção Pirajato que liga a cidade a floresta por meio de um fio. É revelado que o motivo dele preferir viver na floresta é por procurar paz e tranquilidade pro seu trabalho.
- Xicória - Uma galinha preta cearense e caipira que trabalha como empregada do Professor Pirajá. É responsável por cuidar da casa e cozinhar uma porção de quitutes como bolos, tortas e pastéis pro seu patrão sendo uma ótima cozinheira. É retratada como uma mulher solteira, antiquada e um tanto temperamental, porém que se importa muito com seu patrão. Tem como melhor amiga Gilda, às vezes aturando seu comportamento abusivo e arrogante. Em algumas histórias demonstra uma paixão pelo Bufunfa. Ela foi dublada pela veterana atriz Selma Lopes.[2] [3]
- Gilda - Uma vaca loira cantora amiga de Xicória. Ao contrário de sua amiga ela tende a ser uma mulher mais moderna que está frequentemente dentro das tendências da moda e se importando com sua aparência a materiais. Tende a ser muito orgulhosa, arrogante e esnobe, frequentemente fala sem pensar provocando facilmente as pessoas. Namora Bufunfa e se mostra muito ciumenta e autoritária diante dele. Uma piada recorrente é que ela é uma péssima cozinheira ao contrário de sua amiga. É também dona de Xumbrega e Galocha dos quais as vezes leva em suas viagens.
- Bufunfa - Um elefante vermelho namorado de Gilda. Ao contrário de Gilda se mostra mais amigável, galante e cavalheiro. Por seu jeito educado e cavalheiro é alvo de paixão de muitas mulheres, inclusive Xicória, porém ele frequentemente atura o comportamento rude e agressivo de sua namorada que se mostra muito ciumenta ao vê-lo próximo de outras mulheres. Também frequentemente tenta dar desculpas pra não comer a comida ruim preparada por ela.

### Secundários
- Seu Espinozza - O chefe de Tristinho e dono do Circo Lambe-Lambe.
- Mimoso - O leão do circo. Tende a ser sensível e manhoso além de ser banguela e usa uma dentadura. Quase sempre aparece dentro de sua jaula.
- Félix - O tigre do circo. Aparenta ser o melhor amigo de Mimoso e tal como ele quase sempre aparece dentro de sua jaula.
- Bombo - O elefante do circo. Ao contrário de Bufunfa ele é um elefante normal e cinzento.
- Fonfom - A foca equilibrista do circo.
- Fifinho - O golfinho do circo.
- Risadinha - Um palhaço baixinho que trabalha no Circo Lambe-Lambe, tem poucas aparições.
- Xumbrega - Cachorro de estimação da Gilda.
- Galocha - Papagaio de estimação da Gilda.
- Computador - Invenção do Professor Pirajá que faz companhia pra ele no laboratório e o ajuda a ter ideias pra seus experimentos. Possui um braço preto que normalmente implica com Xicória agarrando seu espanador.
- Daniel Azulay - É introduzido nos quadrinhos no decorrer das edições. Mora no Rio de Janeiro e frequentemente faz visitas a Lambelândia e Mata-Cipó.

## Televisão
A Turma do Lambe-Lambe esteve no ar durante 10 anos, primeiro na antiga TVE e depois na Rede Bandeirantes, sempre apresentada por Daniel Azulay, que mostrou o mundo do desenho e da arte para milhares de crianças em todo o Brasil. Nesse programa, os personagens eram interpretados por atores, mas o Bufunfa nunca apareceu no elenco.
A volta à Televisão aconteceu em 1996, com o programa Oficina de Desenho Daniel Azulay na Band, que tinha vários quadros com a Turma do Lambe-Lambe e introduziu também o personagem Azulinho, a versão da Emília de Monteiro Lobato, de Daniel Azulay.
Entre 2003 e 2004 foi ao ar no Canal Futura o programa Azuela do Azulay, que contou com algumas aparições dos personagens. Entre 2006 e 2007 foi lançada uma série de mini-curtas em animação para a TV Rá-Tim-Bum.

## Histórias em quadrinhos
Antes da criação da Turma do Lambe-Lambe, Piparote e Pita haviam sido criados e protagonizado tirinhas de jornal no final dos anos 60. Piparote (sob o nome de Piparoti) teve suas tirinhas publicadas entre Dezembro de 1968 e Março de 1969 pelos jornais Correio da Manhã e Última Hora. Pita teve suas tirinhas publicadas entre 1969 e 1970 pelo jornal Correio da Manhã. Em ambas as séries os personagens eram originalmente bem diferentes de suas contrapartes da Turma do Lambe-Lambe.
Em 1979 a personagem Gilda teve sua própria série de tirinhas publicadas pelo jornal Última Hora no Rio de Janeiro. Em 1980 tirinhas do "Circo Lambe-Lambe" foram publicadas pelo Jornal do Brasil.
De 1982 até 1984 foi publicada a revista da Turma do Lambe-Lambe pela Editora Abril que durou 20 edições, eles nunca tiveram republicações e por isso se tornaram raros. Esses quadrinhos foram desenhados pela equipe de artistas da Editora Abril que também eram responsáveis por desenhar os quadrinhos do Zé Carioca, o que acabou fazendo o design de alguns personagens como Piparote e Ritinha mudar. Depois de 29 anos uma nova publicação ocorreu em 2015, onde a Ediouro lançou o Almanaque da Turma do Lambe-Lambe (que foi descontinuado depois do primeiro número), em comemoração aos 40 anos da franquia apresentando uma história inédita com as demais páginas sendo passatempo. Desde então nunca mais houve nenhuma nova publicação dos personagens.